# Мечи в камне (памятник)
Мечи в камне (норв. Sverd i Fjell) — памятник, установленный на восточной стороне Мёлебухты Хафрс-фьорда у г. Ставангер, фюльке Ругаланн, Норвегия.
Сооружён в честь битвы при Хафрсфьорде, состоявшейся около 872 года, в результате которой Харальд I Прекрасноволосый стал первым королём Норвегии, и является символом последующего национального объединения Норвегии. Памятник был открыт в 1983 году норвежским королём Улафом V.
Мемориал создал скульптор Фриц Рёд (Fritz Røed). Состоит из трёх огромных мечей, будто воткнутых в скалистый холм. Три меча с тремя коронами символизируют три основных региона Норвегии: север, юго-восток и юго-запад. Один меч больше других, это меч Харальда I Прекрасноволосого.
Помимо памяти о состоявшейся битве при Хафрсфьорде, памятник также является символом мира. У викингов был обычай вонзать мечи в землю в мирное время, о чём и напоминает дизайн памятника. Памятник является одним из важнейших символов Норвегии, каждый год в июне под ним проводились мероприятия энтузиастов изучения истории викингов.
Мемориальная доска, высеченная в скале возле мечей, информирует на норвежском языке о значении и символах памятника, авторе и открытии его королём.
К памятнику ведёт пешеходная тропа от Сулы до Ставангера, в 11 км от аэропорта Сула и в 6 км от центра Ставангера. Сегодня этот район является одним из самых популярных мест отдыха жителей Ставангера.